# Basler Kammerorchester
Das Basler Kammerorchester war ein Orchester, das 1926 von dem Dirigenten und Mäzen Paul Sacher gegründet wurde. Sacher bemühte sich, durch Kompositionsaufträge ein Repertoire für den damals neuen Typus des Kammerorchesters zu schaffen. Es widmete sich besonders der älteren, vorklassischen und der Musik des 20. Jahrhunderts.
Das Ensemble wurde finanziert von der Basler Orchestergesellschaft (BOG) und der öffentlichen Hand, Paul Sacher steuerte jährlich eine Viertelmillion Schweizer Franken bei. 1986 wurde der vielseitige Musiker Heinz Holliger als Nachfolger des damals achtzigjährigen Sacher zum Chefdirigenten berufen, kurz danach teilte Sacher ohne Begründung mit, dass er die Finanzierung des Kammerorchesters einstelle. In der Folge wurde das Ensemble aufgelöst.
Von diesem Orchester wurden viele bekannte Musikwerke des 20. Jahrhunderts uraufgeführt, die Sacher in Auftrag gegeben hatte, darunter Béla Bartóks Musik für Saiteninstrumente, Schlagzeug und Celesta (1937) sowie dessen Divertimento für Streichorchester (1940), Arthur Honeggers 4. Sinfonie, Igor Strawinskis Concerto in D (1947), weitere Uraufführungen von Luciano Berio, Benjamin Britten, Elliott Carter, Henri Dutilleux, Hans Werner Henze, Paul Hindemith, Ernst Krenek, Witold Lutosławski, Frank Martin, Bohuslav Martinů, Norbert Moret und vielen anderen. Aufführungs- und Dokumentationsmaterial werden von der Paul-Sacher-Stiftung Basel aufbewahrt. Arnold Schönberg, Alban Berg und Anton Webern erhielten von Sacher nie einen Kompositionsauftrag.
1984 wurde von Absolventen verschiedener Schweizer Musikhochschulen und ehemaligen Mitgliedern des Basler Kammerorchesters das Kammerorchester Basel ins Leben gerufen.